# CD Universidad Católica (futsal)
Club Deportivo Universidad Católica de Futsal – chilijski klub futsalowy z siedzibą w mieście Santiago, obecnie występuje w najwyższej klasie rozgrywkowej Chile. Jest sekcją futsalu klubu sportowego CD Universidad Católica.

## Sukcesy
- 3.miejsce Mistrzostw Chile (1): 2010